# أوسكار كارديناس مونروي
أوسكار كارديناس مونروي (بالإسبانية: Oscar Cárdenas Monroy)‏ هو سياسي مكسيكي، ولد في 4 مارس 1954 في المكسيك. حزبياً، نشط في الحزب الثوري المؤسساتي. وقد انتخب عضو مجلس النواب المكسيك.